# Đổi tình lấy vai

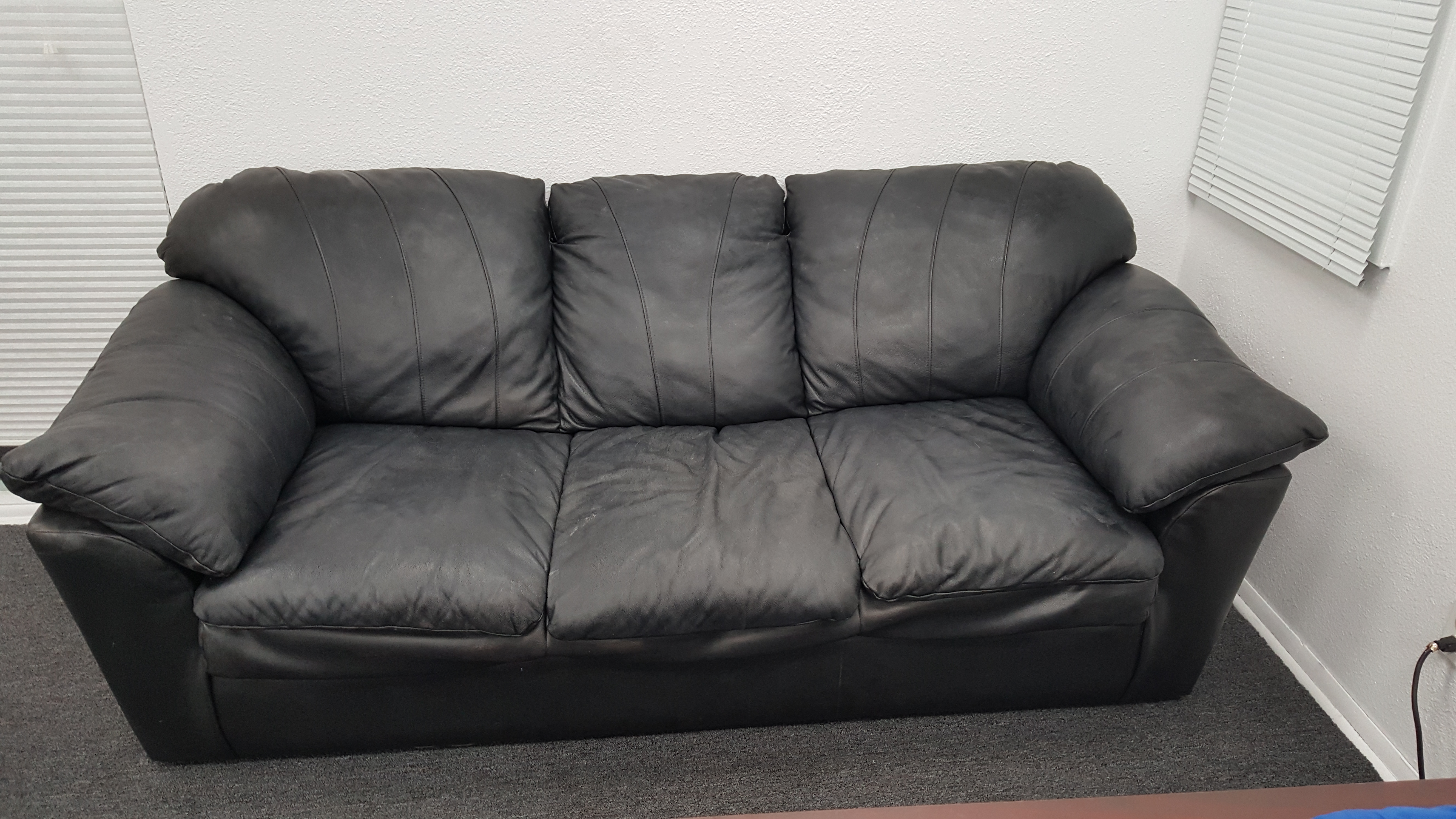
Một chiếc ghế dài (couch) vật lý trên phim trường của website khiêu dâm Backroom Casting Couch

Đổi tình lấy vai, tuyển vai trên ghế sofa hay casting couch là một cách nói uyển ngữ để chỉ hoạt động gạ gẫm tình dục từ người xin việc để đổi lấy việc làm trong ngành giải trí, chủ yếu là đóng vai trò diễn xuất. Hoạt động này là bất hợp pháp ở Hoa Kỳ. Chủ yếu là các đạo diễn nam tuyển diễn viên và các nhà sản xuất phim sử dụng chiếc ghế dài (couch) để gạ tình (extract sex) từ các diễn viên tham vọng ở Hollywood, Bollywood, Broadway và các phân khúc khác của ngành. Thuật ngữ này ban đầu được dùng để chỉ ghế sofa vật lý trong tuyển diễn viên, nhưng hiện nay là một từ hoán dụ cho hiện tượng nói chung. Các mô tả về các quan hệ tình dục trên ghế dài cũng trở thành một thể loại khiêu dâm.

## Tính hợp pháp
Casting couch là bất hợp pháp theo luật của Hoa Kỳ và luật California. Tại Hoa Kỳ, phần lớn các vụ kiện liên quan đến thực tế được dàn xếp, dẫn đến thiếu án lệ.

## Từ nguyên
Trên tờ The Atlantic, nhà ngôn ngữ học Ben Zimmer đã mô tả chiếc ghế dài này là "một phép hoán dụ để chỉ chính trị tình dục lệch lạc trong giới showbiz", vốn đã được bình thường hóa thành một thứ sáo rỗng do sự phổ biến của những người đàn ông tấn công tình dục có các chức vụ quyền lực trong điện ảnh Hoa Kỳ và sân khấu Broadway.

## Kinh tế học
Theo các nhà kinh tế học Thomas Borcherding và Darren Filson, rủi ro và yield cao trong điện ảnh Hollywood khuyến khích hiện tượng này. Khả năng lợi nhuận cao khuyến khích các diễn viên chưa có kinh nghiệm chấp nhận mức lương tối thiểu để đổi lấy vai. Ngoại trừ một số diễn viên cực kỳ tài năng, các nhà sản xuất không thể đánh giá năng khiếu của đại đa số các diễn viên đủ tiêu chuẩn do sự không chắc chắn. Kết quả là, một số diễn viên ủng hộ tình dục cho các nhà sản xuất để có được lợi thế trong việc tuyển diễn viên; casting couch có chức năng như một khoản tiền hối lộ (counterpayment) làm giảm tiền lương của họ một cách hiệu quả. Điều này tạo ra xung đột lợi ích trong đó những nhà sản xuất đồi bại thay thế năng khiếu (một biến số không thể kiểm chứng) bằng hoạt động tình dục trong quá trình ra quyết định của họ.
Các diễn viên tham gia đổi tình không phải là vai diễn đảm bảo, vì có rất nhiều diễn viên tham gia thực tế. Quyết định của một diễn viên về việc cung cấp tình dục có thể so sánh với tình thế tiến thoái lưỡng nan của tù nhân và dẫn đến một bi kịch của mảnh đất công, trong đó tình dục là cần thiết để có được vai diễn trong phim từ các nhà sản xuất yêu cầu, nhưng không mang lại lợi thế so với các diễn viên khác cũng cung cấp tình dục như vậy. Nếu việc cung cấp các quan hệ tình dục là tự nguyện và thực hiện với sự đồng ý của tất cả các bên, casting couch sẽ là một sự trao đổi "cái gì đó cho cái gì đó" (quid pro quo) và một tội phạm không nạn nhân. Tuy nhiên, hoạt động này là bất hợp pháp ở Hoa Kỳ và có thể liên quan đến việc nô lệ tình dục hoặc quấy rối tình dục ở một mức độ nào đó. Những diễn viên không tham gia cuộc tuyển chọn sẽ phải chịu những tác động ngoại cảnh, bao gồm cả việc giảm khả năng tuyển dụng.
Borcherding và Filson cho rằng casting couch đã trở nên kém nổi bật hơn sau khi hệ thống xưởng phim Hollywood, nơi thực thi hợp đồng lao động dài hạn cho các diễn viên, bị loại bỏ vì lý do chống độc quyền ở United States v. Paramount Pictures, Inc. (1948). Các hợp đồng dài hạn mang lại cho các nhà sản xuất quyền năng thương lượng mạnh mẽ hơn, vốn được các nhà sản xuất đồi bại sử dụng để gạ tình từ các diễn viên hiệu quả hơn.

## Các biến tướng khác
Người ta còn có thể đổi tình, nên còn gọi là đổi chác tình dục, đổi chác thân xác, đổi tình hay hiến thân, để lấy những lợi ích khác như giảm tiền thuê nhà, tiền thuốc, tang lễ,.v.v
Tại Việt Nam các hành vi đổi chác tình dục lấy lợi ích bao gồm đổi tình lấy điểm, lấy tiền, lấy công việc hay sự nghiệp,
Người Trung Quốc có câu "thụy sàng thượng thăng chức" (tiếng Trung: 睡床上升职/ shuì chuáng shàngshēng) (thăng quan trên giường ngủ) dùng để chỉ những nữ quan chức tiến thân bằng cách hiến thân xác.